# Бешаров, Тимур Рустемович
Тимур Рустемович Бешаров (род. 23 ноября 1996, Москва, Россия) — российский и грузинский хоккеист, нападающий.

## Биография
Играл в московских школах «Вымпел», «Центр» (2004—2006), «Спартак» (2006—2013). С 2013 года — в системе московского «Динамо», играл за команды ХК МВД Балашиха (2013/14 — 2016/17, МХЛ), «Динамо» Балашиха (2015, ВХЛ), «Буран» Воронеж (2017/18 — 2018/19, ВХЛ), «Динамо» Тверь / Красногорск (2019/20 — 202021). 15 сентября 2017 года провёл единственный матч в КХЛ — в домашней игре против «Лады» (3:2) отыграл 10 секунд.
Выступал в чемпионате Украины за клуб БСФК Бровары (2021/22), в чемпионате Грузии за клуб «Огненные крестоносцы» (2022/23 — 2023/24). В 2025 году дебютировал за сборную Грузии в группе «В» второго дивизиона чемпионата мира по хоккею с шайбой